# Liga de Campeones de la UEFA 2003-04
La Liga de Campeones de la UEFA 2003-04 fue la 49.ª edición en la historia de la competición. Se disputó entre julio de 2003 y mayo de 2004, con la participación inicial de 72 equipos, representantes de 48 federaciones nacionales diferentes.
A partir de esta edición se suprimió la segunda fase de grupos, sustituyéndose por una eliminatoria de octavos de final.
La final, a partido único, tuvo lugar el 26 de mayo de 2004 en el Arena AufSchalke de Gelsenkirchen, en Alemania, y en ella se enfrentaron el Porto y el Mónaco, con victoria de los primeros por 3-0 logrando su segundo título . El favorito era el Mónaco, que había eliminado a equipos como el Real Madrid y el Chelsea. Pero el Porto se mostró más sólido y mentalizado y resolvió el encuentro con facilidad. La estrella del cuadro monegasco Ludovic Giuly tuvo que retirarse lesionado pocos minutos después de haber comenzado el encuentro.
En esta edición del campeonato, destaca la eliminatoria del Deportivo de La Coruña y el Milan, vigente campeón. El primer partido se jugó en Italia, con un marcador 4-1 a favor del Milan; sin embargo, el Deportivo de La Coruña lograría una remontada histórica al ganar 4-0 en Riazor. Este partido está considerado el tercer mejor partido de la historia del campeonato, por el diario The Guardian.

## Rondas previas de clasificación

### Primera ronda
El sorteo se realizó el 20 de junio del 2003 en la sede de la UEFA en Nyon.
Los duelos se desarrollaron el 16 y 23 de julio del 2003.
| Equipo Local Ida | Resultado    | Equipo Visitante Ida | Ida | Vuelta |
| ---------------- | ------------ | -------------------- | --- | ------ |
| AC Omonia        | 2:1          | Irtysh               | 0:0 | 2:1    |
| HB Tórshavn      | 1:5          | FBK Kaunas           | 0:1 | 1:4    |
| Glentoran        | 0:1          | HJK Helsinki         | 0:0 | 0:1    |
| Sheriff Tiraspol | 2:1          | Flora Tallinn        | 1:0 | 1:1    |
| BATE Borisov     | 1:3          | Bohemian             | 1:0 | 0:3    |
| Pyunik           | 2:1          | KR Reykjavík         | 1:0 | 1:1    |
| Sliema Wanderers | (v) 3:3      | Skonto               | 2:0 | 1:3    |
| Vardar           | 4:2          | Barry Town           | 3:0 | 1:2    |
| Dinamo Tbilisi   | 3:3 (2-4 p.) | KF Tirana            | 3:0 | 0:3    |
| CS Grevenmacher  | 0:2          | FK Leotar Trebinje   | 0:0 | 0:2    |

### Segunda ronda
El sorteo se realizó el 20 de junio del 2003 en la sede de la UEFA en Nyon.
Los duelos se desarrollaron el 30 de julio y 6 de agosto del 2003.
| Equipo Local Ida   | Resultado | Equipo Visitante Ida | Ida | Vuelta |
| ------------------ | --------- | -------------------- | --- | ------ |
| Rapid Bucarest     | 2:3       | Anderlecht           | 0:0 | 2:3    |
| Wisła Cracovia     | 7:4       | AC Omonia            | 5:2 | 2:2    |
| FBK Kaunas         | 0:5       | Celtic               | 0:4 | 0:1    |
| MTK Hungária       | 3:2       | HJK Helsinki         | 3:1 | 0:1    |
| Maribor            | 2:3       | Dinamo Zagreb        | 1:1 | 1:2    |
| Sheriff Tiraspol   | 0:2       | Shakhtar Donetsk     | 0:0 | 0:2    |
| Bohemian           | 0:5       | Rosenborg            | 0:1 | 0:4    |
| Pyunik             | 0:3       | CSKA Sofia           | 0:2 | 0:1    |
| Copenhague         | 10:1      | Sliema Wanderers     | 4:1 | 6:0    |
| Partizan Belgrado  | (v) 3:3   | Djurgårdens IF       | 1:1 | 2:2    |
| CSKA Moscú         | 2:3       | Vardar               | 1:2 | 1:1    |
| MŠK Žilina         | 2:1       | Maccabi Tel Aviv     | 1:0 | 1:1    |
| KF Tirana          | 2:7       | Grazer AK            | 1:5 | 1:2    |
| FK Leotar Trebinje | 1:4       | Slavia Praga         | 1:2 | 0:2    |

### Tercera ronda
El sorteo se realizó el 25 de julio del 2003 en la sede de la UEFA en Nyon.
Los duelos se desarrollaron el 12, 13, 26 y 27 de agosto del 2003.
| Equipo Local Ida  | Resultado    | Equipo Visitante Ida   | Ida | Vuelta     |
| ----------------- | ------------ | ---------------------- | --- | ---------- |
| Anderlecht        | 4:1          | Wisła Cracovia         | 3:1 | 1:0        |
| MTK Hungária      | 0:5          | Celtic                 | 0:4 | 0:1        |
| Dinamo Kiev       | 5:1          | Dinamo Zagreb          | 3:1 | 2:0        |
| Shakhtar Donetsk  | 2:3          | Lokomotiv Moscú        | 1:0 | 1:3        |
| Grasshopper       | 2:3          | AEK Atenas             | 1:0 | 1:3        |
| Rosenborg         | 0:1          | Deportivo de La Coruña | 0:0 | 0:1        |
| Galatasaray       | 6:0          | CSKA Sofia             | 3:0 | 3:0        |
| Rangers           | 3:2          | Copenhague             | 1:1 | 2:1        |
| Austria Viena     | 0:1          | Olympique de Marsella  | 0:1 | 0:0        |
| Partizan Belgrado | (p. 4-3) 1:1 | Newcastle United       | 0:1 | 1:0        |
| Vardar            | 4:5          | Sparta Praga           | 2:3 | 2:2        |
| MŠK Žilina        | 0:5          | Chelsea                | 0:2 | 0:3        |
| Lazio             | 4:1          | Benfica                | 3:1 | 1:0        |
| Grazer AK         | 2:3          | Ajax Ámsterdam         | 1:1 | 1:2 (pró.) |
| Brujas            | (p. 4-2) 3:3 | Borussia Dortmund      | 2:1 | 1:2        |
| Celta de Vigo     | 3:2          | Slavia Praga           | 3:0 | 0:2        |

## Fase de grupos
- Participaron un total de 32 equipos:

- El campeón de la anterior edición de la Liga de Campeones, el Milan.
- Los 16 ganadores de los enfrentamientos de la tercera ronda de la fase previa.
- 9 equipos campeones de ligas situadas entre las posiciones 1 y 9 del Coeficiente UEFA.
- 6 equipos clasificados en segunda posición en ligas situadas entre los puestos 1 y 6 del Coeficiente UEFA.

- Los 32 equipos fueron encuadrados, por sorteo, en 8 grupos diferentes de 4 equipos cada uno. Todos los equipos de cada grupo se enfrentaron entre ellos compitiendo en formato de liguilla, con partidos de ida y vuelta. Cada equipo sumó 3 puntos por victoria, 1 por empate y ninguno por derrota.
- Los dos primeros clasificados de cada grupo se clasificaron para disputar los octavos de final de la Liga de Campeones. Los terceros clasificados, eliminados de la Liga de Campeones, fueron invitados a participar en la tercera ronda de la Copa de la UEFA.
- El sorteo se realizó el 28 de agosto del 2003 en Monaco.

### Grupo A
| Pos. | Equipo            | Pts. | PJ | G | E | P | GF | GC | Dif. | Clasificación             |
| ---- | ----------------- | ---- | -- | - | - | - | -- | -- | ---- | ------------------------- |
| 1    | Olympique de Lyon | 10   | 6  | 3 | 1 | 2 | 7  | 7  | 0    | Acceso a octavos de final |
| 2    | Bayern Múnich     | 9    | 6  | 2 | 3 | 1 | 6  | 5  | +1   | Acceso a octavos de final |
| 3    | Celtic            | 7    | 6  | 2 | 1 | 3 | 8  | 7  | +1   | Acceso a Copa de la UEFA  |
| 4    | Anderlecht        | 7    | 6  | 2 | 1 | 3 | 4  | 6  | −2   |                           |

 Fuente: [cita requerida]
| Jor. | Fecha            | Estadio                    | Local             | Resultado | Visitante         |
| ---- | ---------------- | -------------------------- | ----------------- | --------- | ----------------- |
| 1    | 17 de septiembre | Stade Gerland              | Olympique de Lyon | 1:0       | Anderlecht        |
| 1    | 17 de septiembre | Estadio Olímpico de Múnich | Bayern Múnich     | 2:1       | Celtic            |
| 2    | 30 de septiembre | Constant Vanden Stock      | Anderlecht        | 1:1       | Bayern Múnich     |
| 2    | 30 de septiembre | Celtic Park                | Celtic            | 2:0       | Olympique de Lyon |
| 3    | 21 de octubre    | Stade Gerland              | Olympique de Lyon | 1:1       | Bayern Múnich     |
| 3    | 21 de octubre    | Constant Vanden Stock      | Anderlecht        | 1:0       | Celtic            |
| 4    | 5 de noviembre   | Estadio Olímpico de Múnich | Bayern Múnich     | 1:2       | Olympique de Lyon |
| 4    | 5 de noviembre   | Celtic Park                | Celtic            | 3:1       | Anderlecht        |
| 5    | 25 de noviembre  | Constant Vanden Stock      | Anderlecht        | 1:0       | Olympique de Lyon |
| 5    | 25 de noviembre  | Celtic Park                | Celtic            | 0:0       | Bayern Múnich     |
| 6    | 10 de diciembre  | Stade Gerland              | Olympique de Lyon | 3:2       | Celtic            |
| 6    | 10 de diciembre  | Estadio Olímpico de Múnich | Bayern Múnich     | 1:0       | Anderlecht        |

### Grupo B
| Pos. | Equipo          | Pts. | PJ | G | E | P | GF | GC | Dif. | Clasificación             |
| ---- | --------------- | ---- | -- | - | - | - | -- | -- | ---- | ------------------------- |
| 1    | Arsenal         | 10   | 6  | 3 | 1 | 2 | 9  | 6  | +3   | Acceso a octavos de final |
| 2    | Lokomotiv Moscú | 8    | 6  | 2 | 2 | 2 | 7  | 7  | 0    | Acceso a octavos de final |
| 3    | Inter de Milán  | 8    | 6  | 2 | 2 | 2 | 8  | 11 | −3   | Acceso a Copa de la UEFA  |
| 4    | Dinamo de Kiev  | 7    | 6  | 2 | 1 | 3 | 8  | 8  | 0    |                           |

 Fuente: [cita requerida]
| Jor. | Fecha            | Estadio                | Local           | Resultado | Visitante       |
| ---- | ---------------- | ---------------------- | --------------- | --------- | --------------- |
| 1    | 17 de septiembre | Lobanovsky Stadium     | Dinamo Kiev     | 2:0       | Lokomotiv Moscú |
| 1    | 17 de septiembre | Highbury               | Arsenal         | 0:3       | Internazionale  |
| 2    | 30 de septiembre | Estadio Lokomotiv      | Lokomotiv Moscú | 0:0       | Arsenal         |
| 2    | 30 de septiembre | Stadio Giuseppe Meazza | Internazionale  | 2:1       | Dinamo Kiev     |
| 3    | 21 de octubre    | Lobanovsky Stadium     | Dinamo Kiev     | 2:1       | Arsenal         |
| 3    | 21 de octubre    | Estadio Lokomotiv      | Lokomotiv Moscú | 3:0       | Internazionale  |
| 4    | 5 de noviembre   | Highbury               | Arsenal         | 1:0       | Dinamo Kiev     |
| 4    | 5 de noviembre   | Stadio Giuseppe Meazza | Internazionale  | 1:1       | Lokomotiv Moscú |
| 5    | 25 de noviembre  | Estadio Lokomotiv      | Lokomotiv Moscú | 3:2       | Dinamo Kiev     |
| 5    | 25 de noviembre  | Stadio Giuseppe Meazza | Internazionale  | 1:5       | Arsenal         |
| 6    | 10 de diciembre  | Lobanovsky Stadium     | Dinamo Kiev     | 1:1       | Internazionale  |
| 6    | 10 de diciembre  | Highbury               | Arsenal         | 2:0       | Lokomotiv Moscú |

### Grupo C
| Pos. | Equipo              | Pts. | PJ | G | E | P | GF | GC | Dif. | Clasificación             |
| ---- | ------------------- | ---- | -- | - | - | - | -- | -- | ---- | ------------------------- |
| 1    | Mónaco              | 11   | 6  | 3 | 2 | 1 | 15 | 6  | +9   | Acceso a octavos de final |
| 2    | Deportivo La Coruña | 10   | 6  | 3 | 1 | 2 | 12 | 12 | 0    | Acceso a octavos de final |
| 3    | PSV Eindhoven       | 10   | 6  | 3 | 1 | 2 | 8  | 7  | +1   | Acceso a Copa de la UEFA  |
| 4    | AEK Atenas          | 2    | 6  | 0 | 2 | 4 | 1  | 11 | −10  |                           |

 Fuente: [cita requerida]
| Jor. | Fecha            | Estadio              | Local                  | Resultado | Visitante              |
| ---- | ---------------- | -------------------- | ---------------------- | --------- | ---------------------- |
| 1    | 17 de septiembre | Apostolos Nikolaidis | AEK Atenas             | 1:1       | Deportivo de La Coruña |
| 1    | 17 de septiembre | Philips Stadion      | PSV Eindhoven          | 1:2       | Mónaco                 |
| 2    | 30 de septiembre | Riazor               | Deportivo de La Coruña | 2:0       | PSV Eindhoven          |
| 2    | 30 de septiembre | Stade Louis II       | Mónaco                 | 4:0       | AEK Atenas             |
| 3    | 21 de octubre    | Apostolos Nikolaidis | AEK Atenas             | 0:1       | PSV Eindhoven          |
| 3    | 21 de octubre    | Riazor               | Deportivo de La Coruña | 1:0       | Mónaco                 |
| 4    | 5 de noviembre   | Philips Stadion      | PSV Eindhoven          | 2:0       | AEK Atenas             |
| 4    | 5 de noviembre   | Stade Louis II       | Mónaco                 | 8:3       | Deportivo de La Coruña |
| 5    | 25 de noviembre  | Riazor               | Deportivo de La Coruña | 3:0       | AEK Atenas             |
| 5    | 25 de noviembre  | Stade Louis II       | Mónaco                 | 1:1       | PSV Eindhoven          |
| 6    | 10 de diciembre  | Apostolos Nikolaidis | AEK Atenas             | 0:0       | Mónaco                 |
| 6    | 10 de diciembre  | Philips Stadion      | PSV Eindhoven          | 3:2       | Deportivo de La Coruña |

### Grupo D
| Pos. | Equipo        | Pts. | PJ | G | E | P | GF | GC | Dif. | Clasificación             |
| ---- | ------------- | ---- | -- | - | - | - | -- | -- | ---- | ------------------------- |
| 1    | Juventus      | 13   | 6  | 4 | 1 | 1 | 15 | 6  | +9   | Acceso a octavos de final |
| 2    | Real Sociedad | 9    | 6  | 2 | 3 | 1 | 8  | 8  | 0    | Acceso a octavos de final |
| 3    | Galatasaray   | 7    | 6  | 2 | 1 | 3 | 6  | 8  | −2   | Acceso a Copa de la UEFA  |
| 4    | Olympiacos    | 4    | 6  | 1 | 1 | 4 | 6  | 13 | −7   |                           |

 Fuente: [cita requerida]
| Jor. | Fecha            | Estadio                  | Local         | Resultado | Visitante     |
| ---- | ---------------- | ------------------------ | ------------- | --------- | ------------- |
| 1    | 17 de septiembre | Stadio delle Alpi        | Juventus      | 2:1       | Galatasaray   |
| 1    | 17 de septiembre | Anoeta                   | Real Sociedad | 1:0       | Olympiacos    |
| 2    | 30 de septiembre | Estadio Olímpico Atatürk | Galatasaray   | 1:2       | Real Sociedad |
| 2    | 30 de septiembre | Georgios Kamaras         | Olympiacos    | 1:2       | Juventus      |
| 3    | 21 de octubre    | Stadio delle Alpi        | Juventus      | 4:2       | Real Sociedad |
| 3    | 21 de octubre    | Estadio Olímpico Atatürk | Galatasaray   | 1:0       | Olympiacos    |
| 4    | 5 de noviembre   | Anoeta                   | Real Sociedad | 0:0       | Juventus      |
| 4    | 5 de noviembre   | Georgios Kamaras         | Olympiacos    | 3:0       | Galatasaray   |
| 5    | 2 de diciembre   | Westfalenstadion         | Galatasaray   | 2:0       | Juventus      |
| 5    | 25 de noviembre  | Georgios Kamaras         | Olympiacos    | 2:2       | Real Sociedad |
| 6    | 10 de diciembre  | Stadio delle Alpi        | Juventus      | 7:0       | Olympiacos    |
| 6    | 10 de diciembre  | Anoeta                   | Real Sociedad | 1:1       | Galatasaray   |

### Grupo E
| Pos. | Equipo            | Pts. | PJ | G | E | P | GF | GC | Dif. | Clasificación             |
| ---- | ----------------- | ---- | -- | - | - | - | -- | -- | ---- | ------------------------- |
| 1    | Manchester United | 15   | 6  | 5 | 0 | 1 | 13 | 2  | +11  | Acceso a octavos de final |
| 2    | Stuttgart         | 12   | 6  | 4 | 0 | 2 | 9  | 6  | +3   | Acceso a octavos de final |
| 3    | Panathinaikos     | 4    | 6  | 1 | 1 | 4 | 5  | 13 | −8   | Acceso a Copa de la UEFA  |
| 4    | Rangers           | 4    | 6  | 1 | 1 | 4 | 4  | 10 | −6   |                           |

 Fuente: [cita requerida]
| Jor. | Fecha            | Estadio                  | Local             | Resultado | Visitante         |
| ---- | ---------------- | ------------------------ | ----------------- | --------- | ----------------- |
| 1    | 16 de septiembre | Ibrox Stadium            | Rangers           | 2:1       | VfB Stuttgart     |
| 1    | 16 de septiembre | Old Trafford             | Manchester United | 5:0       | Panathinaikos     |
| 2    | 1 de octubre     | Gottlieb-Daimler-Stadion | VfB Stuttgart     | 2:1       | Manchester United |
| 2    | 1 de octubre     | Apostolos Nikolaidis     | Panathinaikos     | 1:1       | Rangers           |
| 3    | 22 de octubre    | Ibrox Stadium            | Rangers           | 0:1       | Manchester United |
| 3    | 22 de octubre    | Gottlieb-Daimler-Stadion | VfB Stuttgart     | 2:0       | Panathinaikos     |
| 4    | 4 de noviembre   | Old Trafford             | Manchester United | 3:0       | Rangers           |
| 4    | 4 de noviembre   | Apostolos Nikolaidis     | Panathinaikos     | 1:3       | VfB Stuttgart     |
| 5    | 26 de noviembre  | Gottlieb-Daimler-Stadion | VfB Stuttgart     | 1:0       | Rangers           |
| 5    | 26 de noviembre  | Apostolos Nikolaidis     | Panathinaikos     | 0:1       | Manchester United |
| 6    | 9 de diciembre   | Ibrox Stadium            | Rangers           | 1:3       | Panathinaikos     |
| 6    | 9 de diciembre   | Old Trafford             | Manchester United | 2:0       | VfB Stuttgart     |

### Grupo F
| Pos. | Equipo                | Pts. | PJ | G | E | P | GF | GC | Dif. | Clasificación             |
| ---- | --------------------- | ---- | -- | - | - | - | -- | -- | ---- | ------------------------- |
| 1    | Real Madrid           | 14   | 6  | 4 | 2 | 0 | 11 | 5  | +6   | Acceso a octavos de final |
| 2    | Porto                 | 11   | 6  | 3 | 2 | 1 | 9  | 8  | +1   | Acceso a octavos de final |
| 3    | Olympique de Marsella | 4    | 6  | 1 | 1 | 4 | 9  | 11 | −2   | Acceso a Copa de la UEFA  |
| 4    | Partizán              | 3    | 6  | 0 | 3 | 3 | 3  | 8  | −5   |                           |

 Fuente: [cita requerida]
| Jor. | Fecha            | Estadio           | Local                 | Resultado | Visitante             |
| ---- | ---------------- | ----------------- | --------------------- | --------- | --------------------- |
| 1    | 16 de septiembre | Santiago Bernabéu | Real Madrid           | 4:2       | Olympique de Marsella |
| 1    | 16 de septiembre | Estadio Partizan  | Partizán              | 1:1       | Porto                 |
| 2    | 1 de octubre     | Stade Vélodrome   | Olympique de Marsella | 3:0       | Partizán              |
| 2    | 1 de octubre     | Das Antas         | Porto                 | 1:3       | Real Madrid           |
| 3    | 22 de octubre    | Santiago Bernabéu | Real Madrid           | 1:0       | Partizán              |
| 3    | 22 de octubre    | Stade Vélodrome   | Olympique de Marsella | 2:3       | Porto                 |
| 4    | 4 de noviembre   | Estadio Partizan  | Partizán              | 0:0       | Real Madrid           |
| 4    | 4 de noviembre   | Das Antas         | Porto                 | 1:0       | Olympique de Marsella |
| 5    | 26 de noviembre  | Stade Vélodrome   | Olympique de Marsella | 1:2       | Real Madrid           |
| 5    | 26 de noviembre  | Das Antas         | Porto                 | 2:1       | Partizán              |
| 6    | 9 de diciembre   | Santiago Bernabéu | Real Madrid           | 1:1       | Porto                 |
| 6    | 9 de diciembre   | Estadio Partizan  | Partizán              | 1:1       | Olympique de Marsella |

### Grupo G
| Pos. | Equipo       | Pts. | PJ | G | E | P | GF | GC | Dif. | Clasificación             |
| ---- | ------------ | ---- | -- | - | - | - | -- | -- | ---- | ------------------------- |
| 1    | Chelsea      | 13   | 6  | 4 | 1 | 1 | 9  | 3  | +6   | Acceso a octavos de final |
| 2    | Sparta Praga | 8    | 6  | 2 | 2 | 2 | 5  | 5  | 0    | Acceso a octavos de final |
| 3    | Beşiktaş     | 7    | 6  | 2 | 1 | 3 | 5  | 7  | −2   | Acceso a Copa de la UEFA  |
| 4    | Lazio        | 5    | 6  | 1 | 2 | 3 | 6  | 10 | −4   |                           |

 Fuente: [cita requerida]
| Jor. | Fecha            | Estadio                  | Local        | Resultado | Visitante    |
| ---- | ---------------- | ------------------------ | ------------ | --------- | ------------ |
| 1    | 16 de septiembre | Letná Stadium            | Sparta Praga | 0:1       | Chelsea      |
| 1    | 16 de septiembre | BJK İnönü                | Beşiktaş     | 0:2       | Lazio        |
| 2    | 1 de octubre     | Stamford Bridge          | Chelsea      | 0:2       | Beşiktaş     |
| 2    | 1 de octubre     | Estadio Olímpico de Roma | Lazio        | 2:2       | Sparta Praga |
| 3    | 22 de octubre    | Letná Stadium            | Sparta Praga | 2:1       | Beşiktaş     |
| 3    | 22 de octubre    | Stamford Bridge          | Chelsea      | 2:1       | Lazio        |
| 4    | 4 de noviembre   | BJK İnönü                | Beşiktaş     | 1:0       | Sparta Praga |
| 4    | 4 de noviembre   | Estadio Olímpico de Roma | Lazio        | 0:4       | Chelsea      |
| 5    | 26 de noviembre  | Stamford Bridge          | Chelsea      | 0:0       | Sparta Praga |
| 5    | 26 de noviembre  | Estadio Olímpico de Roma | Lazio        | 1:1       | Beşiktaş     |
| 6    | 9 de diciembre   | Letná Stadium            | Sparta Praga | 1:0       | Lazio        |
| 6    | 9 de diciembre   | Arena AufSchalke         | Beşiktaş     | 0:2       | Chelsea      |

### Grupo H
| Pos. | Equipo        | Pts. | PJ | G | E | P | GF | GC | Dif. | Clasificación             |
| ---- | ------------- | ---- | -- | - | - | - | -- | -- | ---- | ------------------------- |
| 1    | Milan         | 10   | 6  | 3 | 1 | 2 | 4  | 3  | +1   | Acceso a octavos de final |
| 2    | Celta de Vigo | 9    | 6  | 2 | 3 | 1 | 7  | 6  | +1   | Acceso a octavos de final |
| 3    | Brujas        | 8    | 6  | 2 | 2 | 2 | 5  | 6  | −1   | Acceso a Copa de la UEFA  |
| 4    | Ajax          | 6    | 6  | 2 | 0 | 4 | 6  | 7  | −1   |                           |

 Fuente: [cita requerida]
| Jor. | Fecha            | Estadio             | Local          | Resultado | Visitante      |
| ---- | ---------------- | ------------------- | -------------- | --------- | -------------- |
| 1    | 16 de septiembre | San Siro            | Milan          | 1:0       | Ajax Ámsterdam |
| 1    | 16 de septiembre | Jan Breydelstadion  | Brujas         | 1:1       | Celta de Vigo  |
| 2    | 1 de octubre     | Ámsterdam Arena     | Ajax Ámsterdam | 2:0       | Brujas         |
| 2    | 1 de octubre     | Estadio de Balaídos | Celta de Vigo  | 0:0       | Milan          |
| 3    | 22 de octubre    | San Siro            | Milan          | 0:1       | Brujas         |
| 3    | 22 de octubre    | Ámsterdam Arena     | Ajax Ámsterdam | 1:0       | Celta de Vigo  |
| 4    | 4 de noviembre   | Jan Breydelstadion  | Brujas         | 0:1       | Milan          |
| 4    | 4 de noviembre   | Balaídos            | Celta de Vigo  | 3:2       | Ajax Ámsterdam |
| 5    | 26 de noviembre  | Ámsterdam Arena     | Ajax Ámsterdam | 0:1       | Milan          |
| 5    | 26 de noviembre  | Estadio de Balaídos | Celta de Vigo  | 1:1       | Brujas         |
| 6    | 9 de diciembre   | San Siro            | Milan          | 1:2       | Celta de Vigo  |
| 6    | 9 de diciembre   | Jan Breydelstadion  | Brujas         | 2:1       | Ajax Ámsterdam |

## Fase eliminatoria
Los 16 equipos clasificados disputaron una serie de eliminatorias a ida y vuelta, hasta decidir los dos equipos clasificados para la final de Gelsenkirchen. En la tabla se muestran todos los cruces de la segunda fase. El primer equipo de cada eliminatoria jugó como local el partido de ida, y el segundo jugó en su campo la vuelta. En los resultados se indica el marcador en la ida, seguido del de la vuelta.

La eliminatoria de octavos de final enfrentó a cada campeón de grupo con un segundo clasificado de un grupo distinto al suyo, con la ventaja de jugar el partido de vuelta como local, y con la restricción de no poder cruzarse dos conjuntos del mismo país. El sorteo de octavos se realizó el 12 de diciembre del 2003 en la sede de la UEFA en Nyon. El resto de eliminatorias se sortearon sin restricción alguna el 12 de marzo del 2004 en el mismo escenario.

### Eliminatorias
|  | Octavos de final                                                  | Octavos de final                                                  | Octavos de final                                                  | Octavos de final                                                  | Octavos de final                                                  |   |    | Cuartos de final                                               | Cuartos de final                                               | Cuartos de final                                               | Cuartos de final                                               | Cuartos de final                                               |  |    | Semifinales                                                   | Semifinales                                                   | Semifinales                                                   | Semifinales                                                   | Semifinales                                                   |  |    | Final                                              | Final                                              | Final                                              |  |
|  | 24 y 25 de febrero de 2004 (ida) 9 y 10 de marzo de 2004 (vuelta) | 24 y 25 de febrero de 2004 (ida) 9 y 10 de marzo de 2004 (vuelta) | 24 y 25 de febrero de 2004 (ida) 9 y 10 de marzo de 2004 (vuelta) | 24 y 25 de febrero de 2004 (ida) 9 y 10 de marzo de 2004 (vuelta) | 24 y 25 de febrero de 2004 (ida) 9 y 10 de marzo de 2004 (vuelta) |   |    | 23 y 24 de marzo de 2004 (ida) 6 y 7 de abril de 2004 (vuelta) | 23 y 24 de marzo de 2004 (ida) 6 y 7 de abril de 2004 (vuelta) | 23 y 24 de marzo de 2004 (ida) 6 y 7 de abril de 2004 (vuelta) | 23 y 24 de marzo de 2004 (ida) 6 y 7 de abril de 2004 (vuelta) | 23 y 24 de marzo de 2004 (ida) 6 y 7 de abril de 2004 (vuelta) |  |    | 20 y 21 de abril de 2004 (ida) 4 y 5 de mayo de 2004 (vuelta) | 20 y 21 de abril de 2004 (ida) 4 y 5 de mayo de 2004 (vuelta) | 20 y 21 de abril de 2004 (ida) 4 y 5 de mayo de 2004 (vuelta) | 20 y 21 de abril de 2004 (ida) 4 y 5 de mayo de 2004 (vuelta) | 20 y 21 de abril de 2004 (ida) 4 y 5 de mayo de 2004 (vuelta) |  |    | 26 de mayo de 2004 Arena AufSchalke, Gelsenkirchen | 26 de mayo de 2004 Arena AufSchalke, Gelsenkirchen | 26 de mayo de 2004 Arena AufSchalke, Gelsenkirchen |  |
|  |                                                                   |                                                                   |                                                                   |                                                                   |                                                                   |   |    |                                                                |                                                                |                                                                |                                                                |                                                                |  |    |                                                               |                                                               |                                                               |                                                               |                                                               |  |    |                                                    |                                                    |                                                    |  |
|  |                                                                   |                                                                   |                                                                   |                                                                   |                                                                   |   |    |                                                                |                                                                |                                                                |                                                                |                                                                |  |    |                                                               |                                                               |                                                               |                                                               |                                                               |  |    |                                                    |                                                    |                                                    |  |
|  | 2F                                                                | Porto                                                             | 2                                                                 | 1                                                                 | 3                                                                 |   |    |                                                                |                                                                |                                                                |                                                                |                                                                |  |    |                                                               |                                                               |                                                               |                                                               |                                                               |  |    |                                                    |                                                    |                                                    |  |
|  | 2F                                                                | Porto                                                             | 2                                                                 | 1                                                                 | 3                                                                 |   |    |                                                                |                                                                |                                                                |                                                                |                                                                |  |    |                                                               |                                                               |                                                               |                                                               |                                                               |  |    |                                                    |                                                    |                                                    |  |
|  | 1E                                                                | Manchester United                                                 | 1                                                                 | 1                                                                 | 2                                                                 |   |    |                                                                |                                                                |                                                                |                                                                |                                                                |  |    |                                                               |                                                               |                                                               |                                                               |                                                               |  |    |                                                    |                                                    |                                                    |  |
|  | 1E                                                                | Manchester United                                                 | 1                                                                 | 1                                                                 | 2                                                                 |   | 2F | Porto                                                          | 2                                                              | 2                                                              | 4                                                              |                                                                |  |    |                                                               |                                                               |                                                               |                                                               |                                                               |  |    |                                                    |                                                    |                                                    |  |
|  |                                                                   |                                                                   |                                                                   |                                                                   |                                                                   |   | 2F | Porto                                                          | 2                                                              | 2                                                              | 4                                                              |                                                                |  |    |                                                               |                                                               |                                                               |                                                               |                                                               |  |    |                                                    |                                                    |                                                    |  |
|  |                                                                   |                                                                   | 1A                                                                | Olympique de Lyon                                                 | 0                                                                 | 2 | 2  |                                                                |                                                                |                                                                |                                                                |                                                                |  |    |                                                               |                                                               |                                                               |                                                               |                                                               |  |    |                                                    |                                                    |                                                    |  |
|  | 2D                                                                | Real Sociedad                                                     | 1A                                                                | Olympique de Lyon                                                 | 0                                                                 | 2 | 2  | 0                                                              | 0                                                              | 0                                                              |                                                                |                                                                |  |    |                                                               |                                                               |                                                               |                                                               |                                                               |  |    |                                                    |                                                    |                                                    |  |
|  | 2D                                                                | Real Sociedad                                                     |                                                                   |                                                                   |                                                                   |   |    |                                                                |                                                                | 0                                                              |                                                                |                                                                |  |    |                                                               |                                                               |                                                               |                                                               |                                                               |  |    |                                                    |                                                    |                                                    |  |
|  | 1A                                                                | Olympique de Lyon                                                 | 1                                                                 | 1                                                                 | 2                                                                 |   |    |                                                                |                                                                |                                                                |                                                                |                                                                |  |    |                                                               |                                                               |                                                               |                                                               |                                                               |  |    |                                                    |                                                    |                                                    |  |
|  | 1A                                                                | Olympique de Lyon                                                 | 1                                                                 | 1                                                                 | 2                                                                 |   |    |                                                                |                                                                |                                                                |                                                                |                                                                |  | 2F | Porto                                                         | 0                                                             | 1                                                             | 1                                                             |                                                               |  |    |                                                    |                                                    |                                                    |  |
|  |                                                                   |                                                                   |                                                                   |                                                                   |                                                                   |   |    |                                                                |                                                                |                                                                |                                                                |                                                                |  | 2F | Porto                                                         | 0                                                             | 1                                                             | 1                                                             |                                                               |  |    |                                                    |                                                    |                                                    |  |
|  |                                                                   |                                                                   | 2C                                                                | Deportivo La Coruña                                               | 0                                                                 | 0 | 0  |                                                                |                                                                |                                                                |                                                                |                                                                |  |    |                                                               |                                                               |                                                               |                                                               |                                                               |  |    |                                                    |                                                    |                                                    |  |
|  | 2G                                                                | Sparta Praga                                                      | 2C                                                                | Deportivo La Coruña                                               | 0                                                                 | 0 | 0  | 0                                                              | 1                                                              | 1                                                              |                                                                |                                                                |  |    |                                                               |                                                               |                                                               |                                                               |                                                               |  |    |                                                    |                                                    |                                                    |  |
|  | 2G                                                                | Sparta Praga                                                      |                                                                   |                                                                   |                                                                   |   |    |                                                                |                                                                | 1                                                              |                                                                |                                                                |  |    |                                                               |                                                               |                                                               |                                                               |                                                               |  |    |                                                    |                                                    |                                                    |  |
|  | 1H                                                                | Milan                                                             | 0                                                                 | 4                                                                 | 4                                                                 |   |    |                                                                |                                                                |                                                                |                                                                |                                                                |  |    |                                                               |                                                               |                                                               |                                                               |                                                               |  |    |                                                    |                                                    |                                                    |  |
|  | 1H                                                                | Milan                                                             | 0                                                                 | 4                                                                 | 4                                                                 |   | 1H | Milan                                                          | 4                                                              | 0                                                              | 4                                                              |                                                                |  |    |                                                               |                                                               |                                                               |                                                               |                                                               |  |    |                                                    |                                                    |                                                    |  |
|  |                                                                   |                                                                   |                                                                   |                                                                   |                                                                   |   | 1H | Milan                                                          | 4                                                              | 0                                                              | 4                                                              |                                                                |  |    |                                                               |                                                               |                                                               |                                                               |                                                               |  |    |                                                    |                                                    |                                                    |  |
|  |                                                                   |                                                                   | 2C                                                                | Deportivo La Coruña                                               | 1                                                                 | 4 | 5  |                                                                |                                                                |                                                                |                                                                |                                                                |  |    |                                                               |                                                               |                                                               |                                                               |                                                               |  |    |                                                    |                                                    |                                                    |  |
|  | 2C                                                                | Deportivo La Coruña                                               | 2C                                                                | Deportivo La Coruña                                               | 1                                                                 | 4 | 5  | 1                                                              | 1                                                              | 2                                                              |                                                                |                                                                |  |    |                                                               |                                                               |                                                               |                                                               |                                                               |  |    |                                                    |                                                    |                                                    |  |
|  | 2C                                                                | Deportivo La Coruña                                               |                                                                   |                                                                   |                                                                   |   |    |                                                                |                                                                | 2                                                              |                                                                |                                                                |  |    |                                                               |                                                               |                                                               |                                                               |                                                               |  |    |                                                    |                                                    |                                                    |  |
|  | 1D                                                                | Juventus                                                          | 0                                                                 | 0                                                                 | 0                                                                 |   |    |                                                                |                                                                |                                                                |                                                                |                                                                |  |    |                                                               |                                                               |                                                               |                                                               |                                                               |  |    |                                                    |                                                    |                                                    |  |
|  | 1D                                                                | Juventus                                                          | 0                                                                 | 0                                                                 | 0                                                                 |   |    |                                                                |                                                                |                                                                |                                                                |                                                                |  |    |                                                               |                                                               |                                                               |                                                               |                                                               |  | 2F | Porto                                              | 3                                                  |                                                    |  |
|  |                                                                   |                                                                   |                                                                   |                                                                   |                                                                   |   |    |                                                                |                                                                |                                                                |                                                                |                                                                |  |    |                                                               |                                                               |                                                               |                                                               |                                                               |  | 2F | Porto                                              | 3                                                  |                                                    |  |
|  |                                                                   |                                                                   | 1C                                                                | Mónaco                                                            | 0                                                                 |   |    |                                                                |                                                                |                                                                |                                                                |                                                                |  |    |                                                               |                                                               |                                                               |                                                               |                                                               |  |    |                                                    |                                                    |                                                    |  |
|  | 2A                                                                | Bayern Múnich                                                     | 1C                                                                | Mónaco                                                            | 0                                                                 | 1 | 0  | 1                                                              |                                                                |                                                                |                                                                |                                                                |  |    |                                                               |                                                               |                                                               |                                                               |                                                               |  |    |                                                    |                                                    |                                                    |  |
|  | 2A                                                                | Bayern Múnich                                                     |                                                                   |                                                                   |                                                                   |   |    |                                                                |                                                                |                                                                |                                                                |                                                                |  |    |                                                               |                                                               |                                                               |                                                               |                                                               |  |    |                                                    |                                                    |                                                    |  |
|  | 1F                                                                | Real Madrid                                                       | 1                                                                 | 1                                                                 | 2                                                                 |   |    |                                                                |                                                                |                                                                |                                                                |                                                                |  |    |                                                               |                                                               |                                                               |                                                               |                                                               |  |    |                                                    |                                                    |                                                    |  |
|  | 1F                                                                | Real Madrid                                                       | 1                                                                 | 1                                                                 | 2                                                                 |   | 1F | Real Madrid                                                    | 4                                                              | 1                                                              | 5                                                              |                                                                |  |    |                                                               |                                                               |                                                               |                                                               |                                                               |  |    |                                                    |                                                    |                                                    |  |
|  |                                                                   |                                                                   |                                                                   |                                                                   |                                                                   |   | 1F | Real Madrid                                                    | 4                                                              | 1                                                              | 5                                                              |                                                                |  |    |                                                               |                                                               |                                                               |                                                               |                                                               |  |    |                                                    |                                                    |                                                    |  |
|  |                                                                   |                                                                   | 1C                                                                | Mónaco (v.)                                                       | 2                                                                 | 3 | 5  |                                                                |                                                                |                                                                |                                                                |                                                                |  |    |                                                               |                                                               |                                                               |                                                               |                                                               |  |    |                                                    |                                                    |                                                    |  |
|  | 2B                                                                | Lokomotiv Moscú                                                   | 1C                                                                | Mónaco (v.)                                                       | 2                                                                 | 3 | 5  | 2                                                              | 0                                                              | 2                                                              |                                                                |                                                                |  |    |                                                               |                                                               |                                                               |                                                               |                                                               |  |    |                                                    |                                                    |                                                    |  |
|  | 2B                                                                | Lokomotiv Moscú                                                   |                                                                   |                                                                   |                                                                   |   |    |                                                                |                                                                | 2                                                              |                                                                |                                                                |  |    |                                                               |                                                               |                                                               |                                                               |                                                               |  |    |                                                    |                                                    |                                                    |  |
|  | 1C                                                                | Mónaco (v.)                                                       | 1                                                                 | 1                                                                 | 2                                                                 |   |    |                                                                |                                                                |                                                                |                                                                |                                                                |  |    |                                                               |                                                               |                                                               |                                                               |                                                               |  |    |                                                    |                                                    |                                                    |  |
|  | 1C                                                                | Mónaco (v.)                                                       | 1                                                                 | 1                                                                 | 2                                                                 |   |    |                                                                |                                                                |                                                                |                                                                |                                                                |  | 1C | Mónaco                                                        | 3                                                             | 2                                                             | 5                                                             |                                                               |  |    |                                                    |                                                    |                                                    |  |
|  |                                                                   |                                                                   |                                                                   |                                                                   |                                                                   |   |    |                                                                |                                                                |                                                                |                                                                |                                                                |  | 1C | Mónaco                                                        | 3                                                             | 2                                                             | 5                                                             |                                                               |  |    |                                                    |                                                    |                                                    |  |
|  |                                                                   |                                                                   | 1G                                                                | Chelsea                                                           | 1                                                                 | 2 | 3  |                                                                |                                                                |                                                                |                                                                |                                                                |  |    |                                                               |                                                               |                                                               |                                                               |                                                               |  |    |                                                    |                                                    |                                                    |  |
|  | 2E                                                                | Stuttgart                                                         | 1G                                                                | Chelsea                                                           | 1                                                                 | 2 | 3  | 0                                                              | 0                                                              | 0                                                              |                                                                |                                                                |  |    |                                                               |                                                               |                                                               |                                                               |                                                               |  |    |                                                    |                                                    |                                                    |  |
|  | 2E                                                                | Stuttgart                                                         |                                                                   |                                                                   |                                                                   |   |    |                                                                |                                                                | 0                                                              |                                                                |                                                                |  |    |                                                               |                                                               |                                                               |                                                               |                                                               |  |    |                                                    |                                                    |                                                    |  |
|  | 1G                                                                | Chelsea                                                           | 1                                                                 | 0                                                                 | 1                                                                 |   |    |                                                                |                                                                |                                                                |                                                                |                                                                |  |    |                                                               |                                                               |                                                               |                                                               |                                                               |  |    |                                                    |                                                    |                                                    |  |
|  | 1G                                                                | Chelsea                                                           | 1                                                                 | 0                                                                 | 1                                                                 |   | 1G | Chelsea                                                        | 1                                                              | 2                                                              | 3                                                              |                                                                |  |    |                                                               |                                                               |                                                               |                                                               |                                                               |  |    |                                                    |                                                    |                                                    |  |
|  |                                                                   |                                                                   |                                                                   |                                                                   |                                                                   |   | 1G | Chelsea                                                        | 1                                                              | 2                                                              | 3                                                              |                                                                |  |    |                                                               |                                                               |                                                               |                                                               |                                                               |  |    |                                                    |                                                    |                                                    |  |
|  |                                                                   |                                                                   | 1B                                                                | Arsenal                                                           | 1                                                                 | 1 | 2  |                                                                |                                                                |                                                                |                                                                |                                                                |  |    |                                                               |                                                               |                                                               |                                                               |                                                               |  |    |                                                    |                                                    |                                                    |  |
|  | 2H                                                                | Celta de Vigo                                                     | 1B                                                                | Arsenal                                                           | 1                                                                 | 1 | 2  | 2                                                              | 0                                                              | 2                                                              |                                                                |                                                                |  |    |                                                               |                                                               |                                                               |                                                               |                                                               |  |    |                                                    |                                                    |                                                    |  |
|  | 2H                                                                | Celta de Vigo                                                     |                                                                   |                                                                   |                                                                   |   |    |                                                                |                                                                | 2                                                              |                                                                |                                                                |  |    |                                                               |                                                               |                                                               |                                                               |                                                               |  |    |                                                    |                                                    |                                                    |  |
|  | 1B                                                                | Arsenal                                                           | 3                                                                 | 2                                                                 | 5                                                                 |   |    |                                                                |                                                                |                                                                |                                                                |                                                                |  |    |                                                               |                                                               |                                                               |                                                               |                                                               |  |    |                                                    |                                                    |                                                    |  |
|  | 1B                                                                | Arsenal                                                           | 3                                                                 | 2                                                                 | 5                                                                 |   |    |                                                                |                                                                |                                                                |                                                                |                                                                |  |    |                                                               |                                                               |                                                               |                                                               |                                                               |  |    |                                                    |                                                    |                                                    |  |
|  |                                                                   |                                                                   |                                                                   |                                                                   |                                                                   |   |    |                                                                |                                                                |                                                                |                                                                |                                                                |  |    |                                                               |                                                               |                                                               |                                                               |                                                               |  |    |                                                    |                                                    |                                                    |  |

### Octavos de final
| 24 de febrero de 2004 | Celta de Vigo               | 2:3 (1:1) | Arsenal                  | Estadio de Balaídos, Vigo                                            |                                                                      |
|                       | Edú 27' · Ignacio Sáenz 64' |           | Edu 18', 58' · Pirès 80' | Asistencia: 21.000 espectadores · Árbitro(s): Anders Frisk ( Suecia) | Asistencia: 21.000 espectadores · Árbitro(s): Anders Frisk ( Suecia) |

| 10 de marzo de 2004 | Arsenal        | 2:0 (2:0) | Celta de Vigo | Highbury, Londres                                                         |                                                                           |
|                     | Henry 14', 34' |           |               | Asistencia: 35.400 espectadores · Árbitro(s): Pierluigi Collina ( Italia) | Asistencia: 35.400 espectadores · Árbitro(s): Pierluigi Collina ( Italia) |

| 24 de febrero de 2004 | Bayern Múnich | 1:1 (0:0) | Real Madrid        | Estadio Olímpico, Múnich                                             |                                                                      |
|                       | Makaay 75'    |           | Roberto Carlos 83' | Asistencia: 59.000 espectadores · Árbitro(s): Terje Hauge ( Noruega) | Asistencia: 59.000 espectadores · Árbitro(s): Terje Hauge ( Noruega) |

| 10 de marzo de 2004 | Real Madrid | 1:0 (1:0) | Bayern Múnich | Santiago Bernabéu, Madrid                                        |                                                                  |
|                     | Zidane 32'  |           |               | Asistencia: 78.000 espectadores · Árbitro(s): Urs Meier ( Suiza) | Asistencia: 78.000 espectadores · Árbitro(s): Urs Meier ( Suiza) |

| 24 de febrero de 2004 | Sparta Praga | 0:0 | Milan | Letná Stadium, Praga                                                  |  |
|                       |              |     |       | Asistencia: 20.640 espectadores Árbitro(s): Graham Poll ( Inglaterra) |  |

| 10 de marzo de 2004 | Milan                                             | 4:1 (1:0) | Sparta Praga | San Siro, Milán                                                       |                                                                       |
|                     | Inzaghi 45+2' · Shevchenko 66', 79' · Gattuso 85' |           | Jun 59'      | Asistencia: 35.400 espectadores · Árbitro(s): Markus Merk ( Alemania) | Asistencia: 35.400 espectadores · Árbitro(s): Markus Merk ( Alemania) |

| 24 de febrero de 2004 | Lokomotiv Moscú            | 2:1 (1:0) | Mónaco        | Estadio Lokomotiv, Moscú                                                       |                                                                                |
|                       | Izmáilov 32' · Máminov 59' |           | Morientes 69' | Asistencia: 26.000 espectadores · Árbitro(s): Manuel Mejuto González ( España) | Asistencia: 26.000 espectadores · Árbitro(s): Manuel Mejuto González ( España) |

| 10 de marzo de 2004                                 | Mónaco   | 1:0 (0:0) | Lokomotiv Moscú | Stade Louis II, Mónaco                                                          |                                                                                 |
|                                                     | Pršo 60' |           |                 | Asistencia: 18.000 espectadores Árbitro(s): Lucilio Cardoso Batista ( Portugal) | Asistencia: 18.000 espectadores Árbitro(s): Lucilio Cardoso Batista ( Portugal) |
| Mónaco clasifica por la regla del gol de visitante. |          |           |                 |                                                                                 |                                                                                 |

| 25 de febrero de 2004 | VfB Stuttgart | 0:1 (0:1) | Chelsea                   | Gottlieb-Daimler-Stadion, Stuttgart                                    |                                                                        |
|                       |               |           | Fernando Meira 12' (a.g.) | Asistencia: 42.000 espectadores · Árbitro(s): Kyros Vassaras ( Grecia) | Asistencia: 42.000 espectadores · Árbitro(s): Kyros Vassaras ( Grecia) |

| 9 de marzo de 2004 | Chelsea | 0:0 | VfB Stuttgart | Stamford Bridge, Londres                                                   |  |
|                    |         |     |               | Asistencia: 36.660 espectadores · Árbitro(s): Pierluigi Pairetto ( Italia) |  |

| 25 de febrero de 2004 | Porto             | 2:1 (1:1) | Manchester United | Estádio do Dragão, Oporto                                                |                                                                          |
|                       | McCarthy 29', 78' |           | Fortune 14'       | Asistencia: 49.980 espectadores · Árbitro(s): Herbert Fandel ( Alemania) | Asistencia: 49.980 espectadores · Árbitro(s): Herbert Fandel ( Alemania) |

| 9 de marzo de 2004 | Manchester United | 1:1 (1:0) | Porto        | Old Trafford, Mánchester                                               |                                                                        |
|                    | Scholes 32'       |           | Costinha 90' | Asistencia: 67.000 espectadores · Árbitro(s): Valentin Ivanov ( Rusia) | Asistencia: 67.000 espectadores · Árbitro(s): Valentin Ivanov ( Rusia) |

| 25 de febrero de 2004 | Real Sociedad | 0:1 (0:1) | Olympique de Lyon | Anoeta, San Sebastián                                                     |                                                                           |
|                       |               |           | Schürrer 18'      | Asistencia: 28.000 espectadores · Árbitro(s): Massimo De Santis ( Italia) | Asistencia: 28.000 espectadores · Árbitro(s): Massimo De Santis ( Italia) |

| 9 de marzo de 2004 | Olympique de Lyon | 1:0 (0:0) | Real Sociedad | Stade Gerland, Lyon                                                     |                                                                         |
|                    | Juninho 77'       |           |               | Asistencia: 38.900 espectadores Árbitro(s): Michael Riley ( Inglaterra) | Asistencia: 38.900 espectadores Árbitro(s): Michael Riley ( Inglaterra) |

| 25 de febrero de 2004 | Deportivo de La Coruña | 1:0 (1:0) | Juventus | Estadio de Riazor, La Coruña                                            |                                                                         |
|                       | Luque 37'              |           |          | Asistencia: 28.000 espectadores Árbitro(s): Gilles Veissiere ( Francia) | Asistencia: 28.000 espectadores Árbitro(s): Gilles Veissiere ( Francia) |

| 9 de marzo de 2004 | Juventus | 0:1 (0:1) | Deportivo de La Coruña | Stadio delle Alpi, Turín                                               |                                                                        |
|                    |          |           | Pandiani 12'           | Asistencia: 24.680 espectadores Árbitro(s): Ľuboš Micheľ ( Eslovaquia) | Asistencia: 24.680 espectadores Árbitro(s): Ľuboš Micheľ ( Eslovaquia) |

### Cuartos de final
| 23 de marzo de 2004 | Porto                   | 2:0 (1:0) | Olympique de Lyon | Estádio do Dragão, Oporto                                            |                                                                      |
|                     | Deco 44' · Carvalho 71' |           |                   | Asistencia: 46.910 espectadores · Árbitro(s): Terje Hauge ( Noruega) | Asistencia: 46.910 espectadores · Árbitro(s): Terje Hauge ( Noruega) |

| 7 de abril de 2004 | Olympique de Lyon         | 2:2 (1:1) | Porto           | Stade Gerland, Lyon                                                  |                                                                      |
|                    | Luyindula 14' · Élber 90' |           | Maniche 6', 47' | Asistencia: 40.000 espectadores · Árbitro(s): Anders Frisk ( Suecia) | Asistencia: 40.000 espectadores · Árbitro(s): Anders Frisk ( Suecia) |

| 23 de marzo de 2004 | Milan                                           | 4:1 (1:1) | Deportivo de La Coruña | San Siro, Milán                                                        |                                                                        |
|                     | Kaká 45', 49' · Shevchenko 46' · Pirlo 53' (TL) |           | Pandiani 11'           | Asistencia: 60.335 espectadores · Árbitro(s): Valentin Ivanov ( Rusia) | Asistencia: 60.335 espectadores · Árbitro(s): Valentin Ivanov ( Rusia) |

| 7 de abril de 2004 | Deportivo de La Coruña                           | 4:0 (3:0) | Milan | Estadio de Riazor, La Coruña                                     |                                                                  |
|                    | Pandiani 5' · Valerón 35' · Luque 44' · Fran 76' |           |       | Asistencia: 29.000 espectadores · Árbitro(s): Urs Meier ( Suiza) | Asistencia: 29.000 espectadores · Árbitro(s): Urs Meier ( Suiza) |

| 24 de marzo de 2004 | Real Madrid                                        | 4:2 (0:1) | Mónaco                        | Santiago Bernabéu, Madrid                                              |                                                                        |
|                     | Helguera 51' · Zidane 70' · Figo 77' · Ronaldo 81' |           | Squillaci 43' · Morientes 83' | Asistencia: 70.000 espectadores Árbitro(s): Ľuboš Micheľ ( Eslovaquia) | Asistencia: 70.000 espectadores Árbitro(s): Ľuboš Micheľ ( Eslovaquia) |

| 6 de abril de 2004                                  | Mónaco                           | 3:1 (1:1) | Real Madrid | Stade Louis II, Mónaco                                                    |                                                                           |
|                                                     | Giuly 45+1', 66' · Morientes 48' |           | Raúl 36'    | Asistencia: 18.500 espectadores · Árbitro(s): Pierluigi Collina ( Italia) | Asistencia: 18.500 espectadores · Árbitro(s): Pierluigi Collina ( Italia) |
| Mónaco clasifica por la regla del gol de visitante. |                                  |           |             |                                                                           |                                                                           |

| 24 de marzo de 2004 | Chelsea        | 1:1 (0:0) | Arsenal   | Stamford Bridge, Londres                                                       |                                                                                |
|                     | Guðjohnsen 53' |           | Pirès 59' | Asistencia: 40.778 espectadores · Árbitro(s): Manuel Mejuto González ( España) | Asistencia: 40.778 espectadores · Árbitro(s): Manuel Mejuto González ( España) |

| 6 de abril de 2004 | Arsenal     | 1:2 (1:0) | Chelsea                  | Highbury, Londres                                                     |                                                                       |
|                    | Reyes 45+1' |           | Lampard 51' · Bridge 87' | Asistencia: 35.468 espectadores · Árbitro(s): Markus Merk ( Alemania) | Asistencia: 35.468 espectadores · Árbitro(s): Markus Merk ( Alemania) |

### Semifinales
| 20 de abril de 2004 | Mónaco                               | 3:1 (1:1) | Chelsea    | Stade Louis II, Mónaco                                           |                                                                  |
|                     | Pršo 17' · Morientes 78' · Nonda 83' |           | Crespo 22' | Asistencia: 15.500 espectadores · Árbitro(s): Urs Meier ( Suiza) | Asistencia: 15.500 espectadores · Árbitro(s): Urs Meier ( Suiza) |

| 5 de mayo de 2004 | Chelsea                    | 2:2 (2:1) | Mónaco                       | Stamford Bridge, Londres                                             |                                                                      |
|                   | Grønkjær 22' · Lampard 44' |           | Ibarra 45+2' · Morientes 60' | Asistencia: 37.132 espectadores · Árbitro(s): Anders Frisk ( Suecia) | Asistencia: 37.132 espectadores · Árbitro(s): Anders Frisk ( Suecia) |

| 21 de abril de 2004 | Porto | 0:0 | Deportivo de La Coruña | Estádio do Dragão, Oporto                                             |  |
|                     |       |     |                        | Asistencia: 50.818 espectadores · Árbitro(s): Markus Merk ( Alemania) |  |

| 4 de mayo de 2004 | Deportivo de La Coruña | 0:1 (0:0) | Porto             | Estadio de Riazor, La Coruña                                              |                                                                           |
|                   |                        |           | Derlei 60' (pen.) | Asistencia: 34.600 espectadores · Árbitro(s): Pierluigi Collina ( Italia) | Asistencia: 34.600 espectadores · Árbitro(s): Pierluigi Collina ( Italia) |

## Final
| 99         | POR        | Vítor Baía       |     |
| 22         | DEF        | Paulo Ferreira   |     |
| 2          | DEF        | Jorge Costa      |     |
| 4          | DEF        | Ricardo Carvalho |     |
| 8          | DEF        | Nuno Valente     |     |
| 23         | MED        | Pedro Mendes     |     |
| 6          | MED        | Costinha         |     |
| 18         | MED        | Maniche          |     |
| 10         | DEL        | Deco             | 85' |
| 11         | DEL        | Derlei           | 78' |
| 19         | DEL        | Carlos Alberto   | 60' |
| Entrenador | Entrenador | José Mourinho    |     |

| 30         | POR        | Flavio Roma        |     |
| 4          | DEF        | Hugo Ibarra        |     |
| 27         | DEF        | Julien Rodriguez   |     |
| 32         | DEF        | Gaël Givet         | 72' |
| 3          | DEF        | Patrice Evra       |     |
| 14         | MED        | Édouard Cissé      | 64' |
| 7          | MED        | Lucas Bernardi     |     |
| 15         | MED        | Andreas Zikos      |     |
| 8          | DEL        | Ludovic Giuly      | 23' |
| 25         | DEL        | Jérôme Rothen      |     |
| 10         | DEL        | Fernando Morientes |     |
| Entrenador | Entrenador | Didier Deschamps   |     |

| 15 | MED | Dmitri Alenichev | 60' |
| 77 | DEL | Benni McCarthy   | 78' |
| 3  | MED | Pedro Emanuel    | 85' |

| 9  | DEL | Dado Pršo           | 23' |
| 19 | DEF | Sébastien Squillaci | 64' |
| 18 | DEF | Shabani Nonda       | 72' |

| Anotado | 39' | Carlos Alberto   | 1-0 |
| Anotado | 71' | Deco             | 2-0 |
| Anotado | 75' | Dmitri Alenichev | 3-0 |

| Amonestado | 29' | Nuno Valente         |
| Amonestado | 40' | Carlos Alberto Gomes |
| Amonestado | 77' | Jorge Costa          |

| Árbitro             | Kim Milton Nielsen |
| Árbitros asistentes | Jens Larsen        |
| Árbitros asistentes | Jørgen Jepsen      |
| Cuarto árbitro      | Knud Erik Fisker   |

| 99         | POR        | Vítor Baía       |     |
| 22         | DEF        | Paulo Ferreira   |     |
| 2          | DEF        | Jorge Costa      |     |
| 4          | DEF        | Ricardo Carvalho |     |
| 8          | DEF        | Nuno Valente     |     |
| 23         | MED        | Pedro Mendes     |     |
| 6          | MED        | Costinha         |     |
| 18         | MED        | Maniche          |     |
| 10         | DEL        | Deco             | 85' |
| 11         | DEL        | Derlei           | 78' |
| 19         | DEL        | Carlos Alberto   | 60' |
| Entrenador | Entrenador | José Mourinho    |     |

| 30         | POR        | Flavio Roma        |     |
| 4          | DEF        | Hugo Ibarra        |     |
| 27         | DEF        | Julien Rodriguez   |     |
| 32         | DEF        | Gaël Givet         | 72' |
| 3          | DEF        | Patrice Evra       |     |
| 14         | MED        | Édouard Cissé      | 64' |
| 7          | MED        | Lucas Bernardi     |     |
| 15         | MED        | Andreas Zikos      |     |
| 8          | DEL        | Ludovic Giuly      | 23' |
| 25         | DEL        | Jérôme Rothen      |     |
| 10         | DEL        | Fernando Morientes |     |
| Entrenador | Entrenador | Didier Deschamps   |     |

| 15 | MED | Dmitri Alenichev | 60' |
| 77 | DEL | Benni McCarthy   | 78' |
| 3  | MED | Pedro Emanuel    | 85' |

| 9  | DEL | Dado Pršo           | 23' |
| 19 | DEF | Sébastien Squillaci | 64' |
| 18 | DEF | Shabani Nonda       | 72' |

| Anotado | 39' | Carlos Alberto   | 1-0 |
| Anotado | 71' | Deco             | 2-0 |
| Anotado | 75' | Dmitri Alenichev | 3-0 |

| Amonestado | 29' | Nuno Valente         |
| Amonestado | 40' | Carlos Alberto Gomes |
| Amonestado | 77' | Jorge Costa          |

| Árbitro             | Kim Milton Nielsen |
| Árbitros asistentes | Jens Larsen        |
| Árbitros asistentes | Jørgen Jepsen      |
| Cuarto árbitro      | Knud Erik Fisker   |

|                                |
| Bandera de Portugal            |
| Campeón F. C. Porto 2.º título |

## Rendimiento general
| Pos. | Equipo                 | Pts. | PJ | G | E | P | GF | GC | Dif. | Rend.  |
| ---- | ---------------------- | ---- | -- | - | - | - | -- | -- | ---- | ------ |
| 1    | Porto                  | 26   | 13 | 7 | 5 | 1 | 20 | 12 | +8   | 66.67% |
| 2    | Mónaco                 | 21   | 13 | 6 | 3 | 4 | 27 | 19 | +8   | 53.85% |
|      |                        |      |    |   |   |   |    |    |      |        |
| 3    | Chelsea                | 22   | 12 | 6 | 4 | 2 | 16 | 10 | +6   | 61.11% |
| 4    | Deportivo de La Coruña | 20   | 12 | 6 | 2 | 4 | 19 | 17 | +2   | 55.56% |
|      |                        |      |    |   |   |   |    |    |      |        |
| 5    | Real Madrid            | 21   | 10 | 6 | 3 | 1 | 18 | 11 | +7   | 70%    |
| 6    | Arsenal                | 17   | 10 | 5 | 2 | 3 | 16 | 11 | +5   | 56.67% |
| 7    | Milan                  | 17   | 10 | 5 | 2 | 3 | 12 | 9  | +3   | 56.67% |
| 8    | Olympique de Lyon      | 17   | 10 | 5 | 2 | 3 | 11 | 11 | 0    | 56.67% |
|      |                        |      |    |   |   |   |    |    |      |        |
| 9    | Manchester United      | 16   | 8  | 5 | 1 | 2 | 15 | 5  | +10  | 66.67% |
| 10   | Juventus               | 13   | 8  | 4 | 1 | 3 | 15 | 8  | +7   | 54.17% |
| 11   | VfB Stuttgart          | 13   | 8  | 4 | 1 | 3 | 9  | 7  | +2   | 54.17% |
| 12   | Lokomotiv Moscú        | 11   | 8  | 3 | 2 | 3 | 9  | 9  | 0    | 45.83% |
| 13   | Bayern Múnich          | 10   | 8  | 2 | 4 | 2 | 7  | 7  | 0    | 41.67% |
| 14   | Celta de Vigo          | 9    | 8  | 2 | 3 | 3 | 9  | 11 | −2   | 37.50% |
| 15   | Real Sociedad          | 9    | 8  | 2 | 3 | 3 | 8  | 10 | −2   | 37.50% |
| 16   | Sparta Praga           | 9    | 8  | 2 | 3 | 3 | 6  | 9  | −3   | 37.50% |
|      |                        |      |    |   |   |   |    |    |      |        |
| 17   | PSV Eindhoven          | 10   | 6  | 3 | 1 | 2 | 8  | 7  | +1   | 55.56% |
| 18   | Brujas                 | 8    | 6  | 2 | 2 | 2 | 5  | 6  | −1   | 44.44% |
| 19   | Internazionale         | 8    | 6  | 2 | 2 | 2 | 8  | 11 | −3   | 44.44% |
| 20   | Celtic                 | 7    | 6  | 2 | 1 | 3 | 8  | 7  | +1   | 38.89% |
| 21   | Dinamo de Kiev         | 7    | 6  | 2 | 1 | 3 | 8  | 8  | 0    | 38.89% |
| 22   | Galatasaray            | 7    | 6  | 2 | 1 | 3 | 6  | 8  | −2   | 38.89% |
| 23   | Beşiktaş               | 7    | 6  | 2 | 1 | 3 | 5  | 7  | −2   | 38.89% |
| 24   | Anderlecht             | 7    | 6  | 2 | 1 | 3 | 4  | 6  | −2   | 38.89% |
| 25   | Ajax                   | 6    | 6  | 2 | 0 | 4 | 6  | 7  | −1   | 33.33% |
| 26   | Lazio                  | 5    | 6  | 1 | 2 | 3 | 6  | 10 | −4   | 27.78% |
| 27   | Olympique de Marsella  | 4    | 6  | 1 | 1 | 4 | 9  | 11 | −2   | 22.22% |
| 28   | Rangers                | 4    | 6  | 1 | 1 | 4 | 4  | 10 | −6   | 22.22% |
| 29   | Olympiacos             | 4    | 6  | 1 | 1 | 4 | 6  | 13 | −7   | 22.22% |
| 30   | Panathinaikos          | 4    | 6  | 1 | 1 | 4 | 5  | 13 | −8   | 22.22% |
| 31   | Partizán de Belgrado   | 3    | 6  | 0 | 3 | 3 | 3  | 8  | −5   | 16.67% |
| 32   | AEK Atenas             | 2    | 6  | 0 | 2 | 4 | 1  | 11 | −10  | 11.11% |

 Fuente: 

## Máximos goleadores
| Jugador              | Equipo                 | Goles |
| -------------------- | ---------------------- | ----- |
| Fernando Morientes   | Mónaco                 | 9     |
| Dado Pršo            | Mónaco                 | 7     |
| Roy Makaay           | Bayern Múnich          | 6     |
| Walter Pandiani      | Deportivo de La Coruña | 6     |
| Thierry Henry        | Arsenal                | 5     |
| Juninho Pernambucano | Olympique de Lyon      | 5     |
| Hakan Şükür          | Galatasaray            | 5     |

La UEFA solo considera los goles marcados a partir de la fase de grupos, y no los de las rondas previas.

## Jugadores premiados por la UEFA
| Jugadores premiados  | Jugadores premiados         |
| -------------------- | --------------------------- |
| Mejor jugador        | Deco (Porto)                |
| Mejor portero        | Vítor Baía (Porto)          |
| Mejor defensa        | Ricardo Carvalho (Porto)    |
| Mejor centrocampista | Deco (Porto)                |
| Mejor delantero      | Fernando Morientes (Mónaco) |